# Adolf Bjerke
Adolf Erhardt Bjerke, född 27 april 1914, död 11 juni 2001, var en norsk skådespelare.
Bjerke debuterade 1937 vid Nationaltheatret som Herbert Høst i Andersens av Johan Borgen. Åren 1940–1941 och igen 1945–1951 var han engagerad vid Trøndelag Teater, 1954–1961 vid Riksteatret och 1961–1984 åter vid Nationaltheatret. Han var därtill verksam vid Seniorteatret och Det Åpne Teater. Han gjorde karaktärsbiroller i klassisk och modern teater. Han verkade också som filmskådespelare och debuterade 1953 i Edith Carlmars Ung frue forsvunnet, där han spelade en av huvudrollerna. Han gjorde knappt 20 film- och TV-roller 1953–1996.

## Filmografi
- 1953 – Ung frue forsvunnet
- 1953 – Selkvinnen
- 1954 – Cirkus Fandango
- 1962 – Den uskyldige
- 1963 – Stompa, selvfølgelig!
- 1964 – Alle tiders kupp
- 1965 – To på topp
- 1965 – Vaktpostene
- 1970 – Vildanden
- 1970 – Døden i gatene
- 1977 – Dagny
- 1977 – Solospill (TV-serie)
- 1978 – Olsenbanden + Data Harry sprenger verdensbanken
- 1979 – Rallarblod
- 1984 – Det gode mennesket i Sezuan
- 1991 – Fedrelandet (TV-serie)
- 1994 – Tio knivar i hjärtat
- 1994 – Mot i brøstet (TV-serie)
- 1996 – Jakten på njurstenen